# Famille Balassa
La famille Balassa (parfois Balassi) (en hongrois : gyarmati és kékkői Balassa család) était une famille aristocratique hongroise.

## Origines
La famille remonte au XIIIe siècle.
Une branche cadette de la famille Balassi devenue Balassis a relevé le nom en 1871.

## Membres notables
- Ferenc Balassa (hu), baron du royaume, ban de Szörény (1492-1494), co-ban de Croatie, de Dalmatie et de Slavonie (1504-1505) avec András Both de Bajna. Il est tué lors de la bataille de Mohács en 1526.
- baron Bálint Balassi (1554-1594), poète, considéré comme le fondateur de la poésie lyrique hongroise moderne.
- comte Bálint Balassa (hu) (1626-1684), officier, poète, conseiller KuK, főispán de Hont.
- comte Ferenc Balassa (hu) (1736–1807), président de la Chambre de Hongrie, ban de Croatie et de Slavonie.
- comte Imre Balassa (hu), Balassy (†1683), főispán de Pest.
- baron Zsigmond Balassa (hu) (1572–1623), chambellan royal, főispán de Nógrád.
- Zsigmond II Balassa (†1559), főispán de Borsod, commandant (várnagy) du château de Diósgyőr.

## Liens, sources
- Révai nagy lexikona, Budapest, 1912. V. Köt. 273 o
- Magyar életrajzi lexikon, Akadémiai Kiadó, Budapest, 1967. I. köt. 344 o.